# Uku Pacha (revista)
Uku Pacha, Revista de investigaciones históricas es una revista científica en línea especializada en historia y ciencias sociales del área americana. Fue fundada en el año 2000 por dos jóvenes historiadores de la Universidad Nacional Mayor de San Marcos, Dino León Fernández y Juan José Pacheco, con el objetivo de compensar una carencia en el panorama peruano de las revistas.
Con una periodicidad anual, Uku Pacha asume una línea editorial abierta a la interdisciplinariedad y a las humanidades digitales.
Cuenta con 21 números editados hasta el año 2020. Ha publicado los trabajos de destacados historiadores como José de la Riva-Agüero y Osma, Waldemar Espinoza Soriano, Federico Kauffmann Doig, Fernando Armas Asín, Carlos Lazo García, Henrique Urbano, Ítala de Maman, Mariana Mould, entre otros.